# Nancy Jan Davis
Nancy Jan Davis (ur. 1 listopada 1953 w Cocoa Beach na Florydzie) – amerykańska astronautka.

## Życiorys
W 1971 ukończyła szkołę w Huntsville w Alabamie, w 1975 biologię stosowaną w Georgia Institute of Technology, a w 1977 inżynierię mechaniczną na Auburn University. W 1983 została magistrem, a w 1985 doktorem inżynierii mechanicznej na University of Alabama w Huntsville, pracowała jako inżynier naftowy w Teksasie, w 1979 przeniosła się do Centrum Lotów Kosmicznych imienia George’a C. Marshalla jako inżynier kosmiczny. 5 czerwca 1987 została wybrana przez NASA kandydatką na astronautkę, przechodziła szkolenie na specjalistkę misji. Od 12 do 20 września 1992 uczestniczyła w misji STS-47 trwającej 7 dni, 22 godziny i 30 minut. Prowadzono wówczas eksperymenty na pokładzie laboratorium Spacelab-J. Od 3 do 11 lutego 1994 była specjalistą misji naukowej STS-60 trwającej 8 dni, 7 godzin i 9 minut. Od 7 do 19 sierpnia 1997 brała udział w misji STS-85 trwającej 11 dni, 20 godzin i 26 minut, podczas której umieszczono na orbicie i przechwycono satelity CRISTA-SPAS-02 (Cryogenic Infrared Spectrometres and Telescopes for the Atmosphere – Shuttle Pallet Satellite-2).
Łącznie spędziła w kosmosie 28 dni, 2 godziny i 5 minut. Opuściła NASA 21 czerwca 1999, po czym objęła kierownicze stanowisko w Centrum Lotów Kosmicznych im. George’a C. Marshalla.